# Gränsbevakningens grader i Australien
Gränsbevakningens grader i Australien visar tjänstegrader och gradbeteckningar i Australian Border Force.
| Operativ personal        | Operativ personal                        | Operativ personal                        | Operativ personal       | Operativ personal                                                              | Operativ personal           | Operativ personal       |
|                          | Assistant Border Force Officer (level 1) | Assistant Border Force Officer (level 2) | Border Force Officer    | Leading Border Force Officer                                                   | Senior Border Force Officer | Border Force Supervisor |
| ------------------------ | ---------------------------------------- | ---------------------------------------- | ----------------------- | ------------------------------------------------------------------------------ | --------------------------- | ----------------------- |
| Nivå                     | APS 1                                    | APS 2                                    | APS 3                   | APS 4                                                                          | APS 5                       | APS 6                   |
|                          |                                          |                                          |                         |                                                                                |                             |                         |
| motsvarande militär grad | Private Lance Corporal                   | Corporal                                 | Sergeant Staff Sergeant | Warrant Officer, Class 2; Warrant Officer, Class 1; 2nd Lieutenant; Lieutenant | Captain                     | Major                   |

| Ledningspersonal         | Ledningspersonal       | Ledningspersonal            | Ledningspersonal | Ledningspersonal                  | Ledningspersonal               | Ledningspersonal                                   |
|                          | Border Force Inspector | Border Force Superintendent | Commander        | Assistant Commissioner of the ABF | Deputy Commissioner of the ABF | Commissioner of the ABF and Comptroller of Customs |
| ------------------------ | ---------------------- | --------------------------- | ---------------- | --------------------------------- | ------------------------------ | -------------------------------------------------- |
| Nivå                     | EL 1                   | EL 2                        | SES 1            | SES 2                             | SES 3                          | CEO                                                |
|                          |                        |                             |                  |                                   |                                |                                                    |
| motsvarande militär grad | Lieutenant Colonel     | Colonel                     | Brigadier        | Major General                     | Lieutenant General             | General                                            |